# Roško polje
Roško polje je krško polje u Bosni i Hercegovini.
Nalazi se u zapadnoj Hercegovini, jugozapadno od većeg Duvanjskog polja. Smješteno je između planina Midene (1224 m) i Zavelima (1347 m). Dugo je sedam, a široko prosječno jedan kilometar. Pripada porječju rijeke Cetine.
U polju se nalazi istoimeno naselje. 